# Televisão na Venezuela
A televisão na Venezuela é uma das principais mídias de massa do país, já que atinge 95% dos lares venezuelanos. Até o final de 2006, o espaço radioelétrico na VHF era 75% ocupado pelo setor privado e 22% pelo setor público, enquanto em UHF 82% das estações eram privadas e 18% públicas. O número de horas investidas pelos venezuelanos na mídia também é favorável para a televisão, o sinal aberto ocupa 46% das horas e a televisão por assinatura 17%, enquanto os 36% restantes são investidos em rádio, imprensa e Internet.
Essa tendência se inverteu desde a presidência de Hugo Chávez, com o Estado controlando quase exclusivamente a maior parte do espectro da televisão, tanto privado quanto público em sua totalidade. Isso gerou grandes restrições à liberdade de expressão dos poucos meios de comunicação privados existentes.

## História

### 1952 - 1979
A televisão na Venezuela é estabelecida em 22 de novembro de 1952, quando o presidente Marcos Pérez Jiménez inaugura a Televisão Nacional (TVN) na frequência de rádio do canal 5 correspondente aos 76-82 MHz da banda VHF, no entanto, no mesmo dia da inauguração um dos equipamentos falha e é posto em operação no dia 1 de janeiro de 1953.
Em 1953, dois canais privados para fins comerciais foram inaugurados: a Televisa (não relacionada à atual cadeia mexicana) no canal 4 da banda VHF em 1º de junho, e a Radio Caracas Televisión (RCTV) em 174-180 MHz. , em 15 de novembro. Posteriormente, a última empresa solicitou a mudança do canal 7 para 2 da banda VHF para melhorar sua cobertura em Caracas.
Os primeiros canais regionais que entraram em operação foram a Ondas del Lago TV e a Radio Valencia Televisión (mais tarde conhecida como TeleTrece) nos anos 1956, 1957 e 1958, respectivamente, embora durassem alguns anos no ar.
Em 1960, a Televisa passou por uma grave crise, declarou falência e fechou em 30 de junho daquele ano. Este canal é recuperado pelo Estado venezuelano, através da Corporação de Desenvolvimento da Venezuela por ser o maior credor, então, é adquirido pelo empresário Diego Cisneros, e muda seu nome para Venevisión desde 1º de março de 1961.
Em 1º de agosto de 1964, foi criado o quarto canal de cobertura nacional, a Cadena Venezolana de Televisión, que 10 anos depois foi adquirida pelo Estado venezuelano, chamando-se simplesmente Venezolana de Televisión (VTV) e, assim, dois canais privados nacionais. (RCTV e Venevisión) e dois públicos (TVN e VTV) na Venezuela.
A primeira transmissão em cores ocorreu em 1969, mas foi em 1972, quando, pela primeira vez, a programação em cores foi produzida na Venezuela pela Radio Caracas Televisión. Em 1974, o governo de Carlos Andrés Pérez decidiu proibir qualquer transmissão em cores, mas as instalações técnicas policromáticas começaram a operar em 1975 e o então presidente Luis Herrera Campins decretou o estabelecimento da televisão em cores em 1º de dezembro de 1979, que entrou em vigor. validade definitivamente a partir de 1 de junho de 1980.

### 1979 - 1998
Em 1979 nasceu o Teleboconó, considerado o primeiro canal de televisão da comunidade venezuelana, localizado no estado de Trujillo.
Em 1986, foi permitida a instalação de empresas dedicadas à transmissão de televisão estrangeira por meio de antenas parabólicas para recepção de sinais de satélite e, em agosto de 1988, foi fundada a Omnivisión, primeiro canal de televisão por assinatura a transmitir, utilizando o espectro radioeléctrico e através de um sistema MMDS (Multichannel Multipoint Distribution System).
O quinto canal de televisão com cobertura nacional, Televen, nasceu em 1988, entrando em concorrência comercial com as estações RCTV e Venevisión. Televen foi o primeiro canal venezuelano a transmitir 24 horas por dia, primeiro nos finais de semana e depois durante todo o dia.
De 1976 até 1998, o estado venezuelano só desfrutava de dois canais de televisão nacionais, mas devido ao fraco financiamento destes, o sinal da TVN passou de 1992 a 1998, em conjunto com o da VTV.
Em 1998, dois canais são criados para substituir outros; Marte TV, que antes era produtora, é fundada em 29 de setembro, como canal de variedades e entretenimento, substituindo a Omnivisión, já que esta tinha uma expropriação forçada; e Vale TV, fundada em 4 de dezembro de 1998, dedicada à ciência e cultura, onde o sinal ocupa o sinal da TVN, que finalmente cessa as transmissões daquele ano.

### 1998 - 2007
O sexto canal de televisão com cobertura nacional foi La Tele (anteriormente Marte TV), nascido em 1 de dezembro de 2002. Até então, o país estava passando por uma situação difícil; No entanto, o comprometimento e a disposição dos acionistas, diretores, gerentes e equipe de suporte do canal permitiram que a programação regular existente naquela época continuasse a ser transmitida em uma programação contínua de 24 horas.
Desde 1998, o Estado venezuelano tinha apenas um canal de televisão VTV, e após 2002 o governo decidiu lançar o canal ViVe (2003), teleSUR (2007) (anteriormente CMT), TVES (2007) (Sinal de que até aquele ano ocupava a RCTV). ) e a Assembléia Nacional de Televisão, além de apoiar e financiar uma rede de canais comunitários, bem como Ávila Televisión, pertencente à Prefeitura Metropolitana de Caracas. Políticos dos Estados Unidos comentaram que o Telesur é uma ferramenta de propaganda em favor da Revolução Bolivariana.
Em 2001, o presidente Hugo Chávez transformou Aló Presidente de um programa de rádio em um programa de televisão improvisado, ao vivo. O programa foi ao ar todos os domingos, apresentando Chávez (vestido de vermelho, a cor da revolução) como o líder carismático, apaixonado pelo bem-estar de seu país. Muitos venezuelanos compareceram ao programa porque Chávez costumava disponibilizar novos pacotes de ajuda financeira todo fim de semana em seu programa.
Em 2007, foi fundado o Sun Channel, um canal turístico, e também, sob os auspícios do jornal venezuelano em inglês, The Daily Journal, o News Channel, que fechou suas portas permanente em meados de 2008. Em 5 de outubro Em 2007, o canal de TV Puma tornou-se um canal de notícias e variedades com cobertura nacional, sendo chamado Canal I.
Em 2012, a Globovisión pagou uma multa de US $ 2,1 milhões imposta pelo regulador de mídia do país, Conatel, por suposta violação da lei contra a "promoção do ódio e intolerância por razões políticas" em sua cobertura de um motim em um prisão.
Até 2013, o espectro de rádio UHF será coberto pela Open Digital Television (TDA), forçando a migração de canais de TV analógicos para digitais.

## Canais de televisão

### Televisão privada
O seguinte é a lista de canais privados que podem ser vistos em todo o país pelo sinal aberto tradicional.
| Estações de TV | Início | Sede    | Temática    | Tipo de Propriedade | Página Web       | Propietario            |
| -------------- | ------ | ------- | ----------- | ------------------- | ---------------- | ---------------------- |
| Venevisión     | 1961   | Caracas | Variedades  | Privado             | venevision.com   | Organización Cisneros  |
| Televen        | 1988   | Caracas | Variedades  | Privado             | televen.com      | Omar Camero Zamora     |
| Canal I        | 2000   | Caracas | Variedades  | Privado             | canal-i.com      | Canal i Television C.A |
| Meridiano TV   | 1997   | Caracas | Esportivo   | Privado             | meridiano.com.ve | Bloque de Armas        |
| Globovisión    | 1994   | Caracas | Informativo | Privado             | globovision.com  | Raúl Gorrín            |

### Televisão Pública Nacional
| Estações de TV       | Início | Sede    | Temática     | Tipo de Propriedade | Página Web       | Propietario        |
| -------------------- | ------ | ------- | ------------ | ------------------- | ---------------- | ------------------ |
| VTV                  | 1964   | Caracas | Informativo  | Público             |                  | Estado venezuelano |
| ViVe                 | 2003   | Caracas | Regionalista | Público             | vive.gob.ve      | Estado venezuelano |
| TeleSUR              | 2005   | Caracas |              | Público             | t elesurtv.net   | Multiestatal       |
| TVes                 | 2007   | Caracas | Variedades   | Público             | tves.gob.ve      | Estado venezuelano |
| Televisora Colombeia | 2012   | Caracas | Educativa    | Público             | colombeia.edu.ve | Estado venezuelano |

### Outros canais nacionais com sinal aberto
Canais que podem ser vistos apenas em algumas partes do país por sinal aberto. Alguns transmitidos pela Open Digital Television e pela televisão por assinatura em todo o país.
| Estações de TV                         | Início | Sede    | Temática    | Tipo de Propriedade | Página Web            | Proprietario                               |
| -------------------------------------- | ------ | ------- | ----------- | ------------------- | --------------------- | ------------------------------------------ |
| Vale TV                                | 1998   | Caracas | Cultural    | Privado             | valetv.com            | Valores Educativos Radio y Television S.A. |
| TV Familia                             | 2000   | Caracas | Valores     | Privado             | tvfamilia.com         | TVFAMILIA                                  |
| Ávila Tv                               | 2006   | Caracas | Variedades  | Público             | avilatv.gob.ve        | Estado venezolano                          |
| 123TV                                  | 2012   | Caracas | Infantil    | Público             | -                     | Estado venezolano                          |
| TV ConCiencia                          | 2013   | Caracas | Ciência     | Público             | concienciatv.gob.ve   | Estado venezolano                          |
| TV FANB                                | 2013   | Caracas | Militar     | Público             | tvfanb.mil.ve         | Estado venezolano                          |
| PDVSA TV                               | 2014   | Caracas | Petróleo    | Público             | -                     | Estado venezolano                          |
| Vepaco TV                              | 2015   | Caracas | Variedades  | Privado             | vepacotv.com.ve       | Grupo Trust Mediático                      |
| Audiovisual Nacional Televisión (ANTV) | 2016   | Caracas | Informativo | Público             | -                     | Estado venezolano                          |
| La Tele Tuya (TLT)                     | 2016   | Caracas | Variedades  | Público             | telet.com.ve          | TeleAragua                                 |
| Corazón Llanero                        | 2016   | Caracas | Músico      | Público             | corazonllanero.com.ve | Estado venezolano                          |